# Maison-Blanche dans les arts et la culture populaire

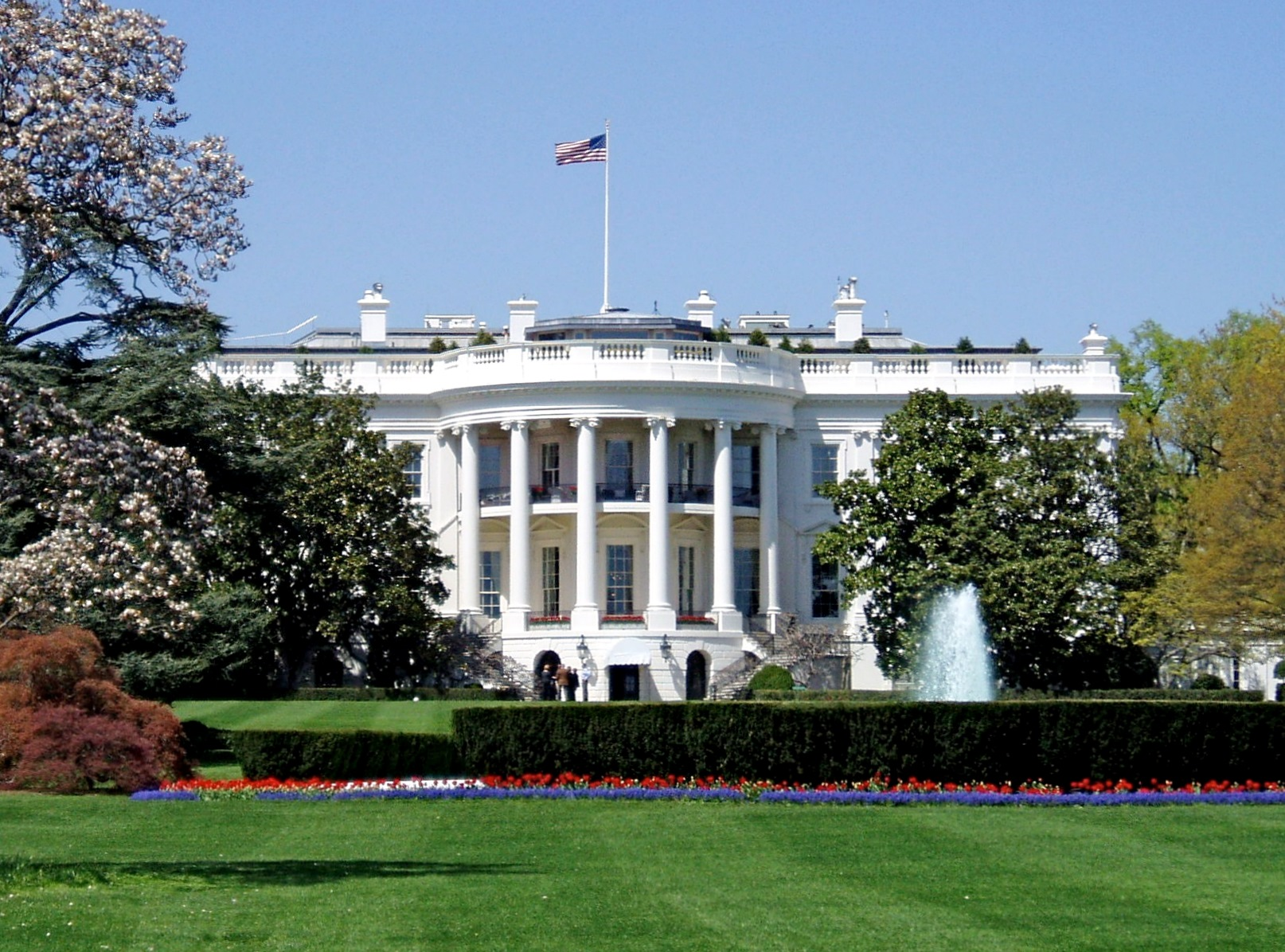
La Maison-Blanche vue des jardins.

La place de la Maison-Blanche dans les arts et la culture populaire concerne la représentation de la résidence présidentielle des États-Unis dans des œuvres artistiques. 
Elle se caractérise principalement par la représentation du pouvoir américain, notamment lors de scènes dans le Bureau ovale. Depuis les années 1990, les fictions mettant en scène la Maison-Blanche sont nombreuses. Certains plateaux de tournage sont réutilisés pour plusieurs films, notamment celui de la Warner Bros., mobilisé des dizaines de fois. 

## Filmographie

### Cinéma

#### Prise de vues réelles
- 1939 : Monsieur Smith au Sénat de Frank Capra
- 1948 : La Petite Téléphoniste de Frederick de Cordova
- 1964 : Kisses for My President de Curtis Bernhardt
- 1980 : Superman 2 de Richard Lester
- 1980 : Virus de Kinji Fukasaku
- 1991 : Y a-t-il un flic pour sauver le président ? de David Zucker
- 1991 : JFK d'Oliver Stone
- 1992 : Hot Shots! 2 de Jim Abrahams[2]
- 1993 : Président d'un jour d'Ivan Reitman[2]
- 1993 : L'Affaire Pélican d'Alan J. Pakula[2]
- 1993 : Danger immédiat de Phillip Noyce[2]
- 1994 : Forrest Gump d'Robert Zemeckis
- 1995 : Nixon d'Oliver Stone[2]
- 1995 : Le Président et Miss Wade de Rob Reiner[2]
- 1995 : Canadian Bacon de Michael Moore
- 1995 : Alerte ! de Wolfgang Petersen
- 1996 : Independence Day de Roland Emmerich[2]
- 1996 : Mars Attacks! de Tim Burton
- 1996 : Président junior de David M. Evans
- 1996 : Président ? Vous avez dit président ? de Peter Segal
- 1997 : Air Force One de Wolfgang Petersen[2]
- 1997 : Meurtre à la Maison-Blanche de Dwight H. Little[2]
- 1997 : Des hommes d'influence de Barry Levinson
- 1997 : Les Pleins Pouvoirs de Clint Eastwood[2]
- 1997 : Contact de Robert Zemeckis[2]
- 1998 : Deep Impact de Mimi Leder
- 1998 : Armageddon de Michael Bay
- 1999 : Wild Wild West de Barry Sonnenfeld
- 1999 : Dick : Les Coulisses de la présidence d'Andrew Fleming
- 2003 : Président par accident de Chris Rock
- 2003 : X-Men 2 de Bryan Singer
- 2004 : Esprit libre d'Andy Cadiff
- 2004 : Le Jour d’après de Roland Emmerich
- 2004 : Benjamin Gates et le Trésor des Templiers de Jon Turteltaub[2]
- 2004 : Des étoiles plein les yeux de Forest Whitaker
- 2005 : Cyclone Catégorie 7 : Tempête mondiale de Dick Lowry
- 2005 : XXX2: The Next Level de Lee Tamahori
- 2006 : Idiocracy de Mike Judge
- 2006 : Man of the Year de Barry Levinson
- 2006 : The Sentinel de Clark Johnson
- 2007 : Benjamin Gates et le Livre des secrets de Jon Turteltaub[2]
- 2007 : Idiocracy de Mike Judge
- 2008 : W. : L'Improbable Président d'Oliver Stone
- 2008 : Frost/Nixon, l'heure de vérité de Ron Howard
- 2008 : Dasavathaaram de K. S. Ravikumar
- 2009 : Black Dynamite de Scott Sanders
- 2009 : 2012 de Roland Emmerich
- 2009 : La Nuit au musée 2 de Shawn Levy
- 2009 : Watchmen : Les Gardiens de Zack Snyder
- 2009 : G.I. Joe : Le Réveil du Cobra de Stephen Sommers
- 2010 : Salt de Phillip Noyce
- 2011 : Mission : Noël de Sarah Smith et Barry Cook
- 2012 : Abraham Lincoln, chasseur de vampires, de Timur Bekmambetov
- 2012 : Battleship de Peter Berg
- 2012 : Lincoln, de Steven Spielberg
- 2012 : Mais qui a retué Pamela Rose ? de Kad Merad et Olivier Baroux
- 2012 : Resident Evil: Retribution de Paul W. S. Anderson
- 2012 : Zero Dark Thirty de Kathryn Bigelow
- 2013 : G.I. Joe : Conspiration de Jon Chu
- 2013 : La Chute de la Maison Blanche d’Antoine Fuqua[2]
- 2013 : White House Down de Roland Emmerich
- 2013 : Le Majordome de Lee Daniels
- 2013 : Le Cinquième Pouvoir de Bill Condon
- 2014 : X-Men: Days of Future Past de Bryan Singer
- 2014 : Selma d'Ava DuVernay
- 2015 : Kingsman : Services secrets de Matthew Vaughn
- 2015 : Pixels de Chris Columbus
- 2016 : Jackie de Pablo Larraín
- 2016 : La Chute de Londres de Babak Najafi[2]
- 2016 : Independence Day: Resurgence de Roland Emmerich
- 2016 : Suicide Squad de David Ayer
- 2017 : Kingsman : Le Cercle d'or de Matthew Vaughn
- 2017 : Pentagon Papers de Steven Spielberg
- 2017 : Geostorm de Dean Devlin
- 2017 : Max 2 : Héros de la Maison Blanche de Brian Levant
- 2018 : Vice d'Adam McKay
- 2018 : Hunter Killer de Donovan Marsh
- 2019 : The Report de Scott Z. Burns
- 2019 : Retour à Zombieland de Ruben Fleischer
- 2020 : Wonder Woman 1984 de Patty Jenkins
- 2021 : Reagan de Sean McNamara
- 2021 : Don't Look Up : Déni cosmique d'Adam McKay
- 2021 : The King's Man : Première Mission de Matthew Vaughn
- 2023 : Oppenheimer de Christopher Nolan
- 2024 : Civil War d'Alex Garland
- 2025 : Captain America: Brave New World de Julius Onah
- 2025 : A House of Dynamite de Kathryn Bigelow

#### Films d'animation
- 1999 : South Park, le film de Trey Parker
- 2007 : Les Simpson, le film de David Silverman
- 2009 : Monstres contre Aliens de Conrad Vernon

### Télévision

#### Téléfilms
- 1997 : Elvis Meets Nixon d'Allan Arkush
- 1998 : La Maison-Blanche ne répond plus de Mark Sobel
- 1998 : Rendez-vous à la Maison-Blanche de Alex Zamm
- 1998 : Solar Attack de Paul Ziller
- 2011 : Killing Lincoln d'Adrian Moat
- 2012 : The Brady Bunch in the White House de Neal Israel
- 2013 : Killing Kennedy de Nelson McCormick
- 2015 : Sharknado 3: Oh Hell No! d'Anthony C. Ferrante
- 2016 : Killing Reagan de Rod Lurie

#### Séries télévisées
- 1982 : Mystérieusement vôtre, signé Scoubidou de Joe Ruby et  Ken Spears dans le double épisode Nuit blanche à la Maison-Blanche
- 1985 : Hail to the Chief de Susan Harris
- 1998 : The Secret Diary of Desmond Pfeiffer de Barry Fanaro et Mort Nathan
- 1999-2006 : À la Maison-Blanche d'Aaron Sorkin[2]
- 2001 : Bush Président de Trey Parker et Matt Stone
- 2002-2009 : 24 heures chrono de Joel Surnow et Robert Cochran
- 2005-2006 : Commander in Chief de Rod Lurie
- 2007-2008 : Cory est dans la place de Dennis Rinsler et Marc Warren
- 2008 : XIII : La Conspiration de Duane Clark
- 2010-2013 : Nikita de Craig Silverstein
- 2011 : Doctor Who, épisode L'Impossible Astronaute, première partie[2]
- 2011 : Les Kennedy de Jon Cassar
- 2011-2020 : Homeland d'Howard Gordon et Alex Gansa
- 2011-2012 : XIII, la série de Duane Clark
- 2012 : The First Family de Byron Allen
- 2012 : Political Animals de Greg Berlanti
- 2012-2019 : Veep d'Armando Iannucci[2]
- 2012-2018 : Scandal de Shonda Rhimes[2]
- 2012-2013 : 1600 Penn de Josh Gad, Jon Lovett et Jason Winer
- 2012-2015 : The First Family de Byron Allen (en)
- 2013-2018 : House of Cards de Beau Willimon[2]
- 2013 : Hostages d'Alon Aranya et Jeffrey Nachmanoff
- 2014-2019 : Madam Secretary de Barbara Hall
- 2015-2021 : Supergirl de Greg Berlanti et Allison Adler
- 2016-2017 : Too Close to Home de Tyler Perry
- 2016-2019 : Designated Survivor de David Guggenheim
- 2016 : You Got Trumped: The First 100 Days de Derek Harvie
- depuis 2019 : The Oval de Tyler Perry
- 2020 : The Plot Against America d'Ed Burns et David Simon
- 2023 : The Night Agent
- 2025 : The Residence de Paul William Davies

## Littérature

### Bande dessinée
- La Maison-Blanche apparaît, en partie détruite, dans la bande-dessinée de la série Jour J, Les Fantômes d’Hispaniola (2018)[3].

## Jeux vidéo
- 2006 : Hitman: Blood Money.
- 2010 : Call of Duty: Modern Warfare 2, désignée par le nom de code « Whisky Hotel ».
- 2010 : Tom Clancy's Splinter Cell: Conviction.